# Alte Synagoge (Liberec)

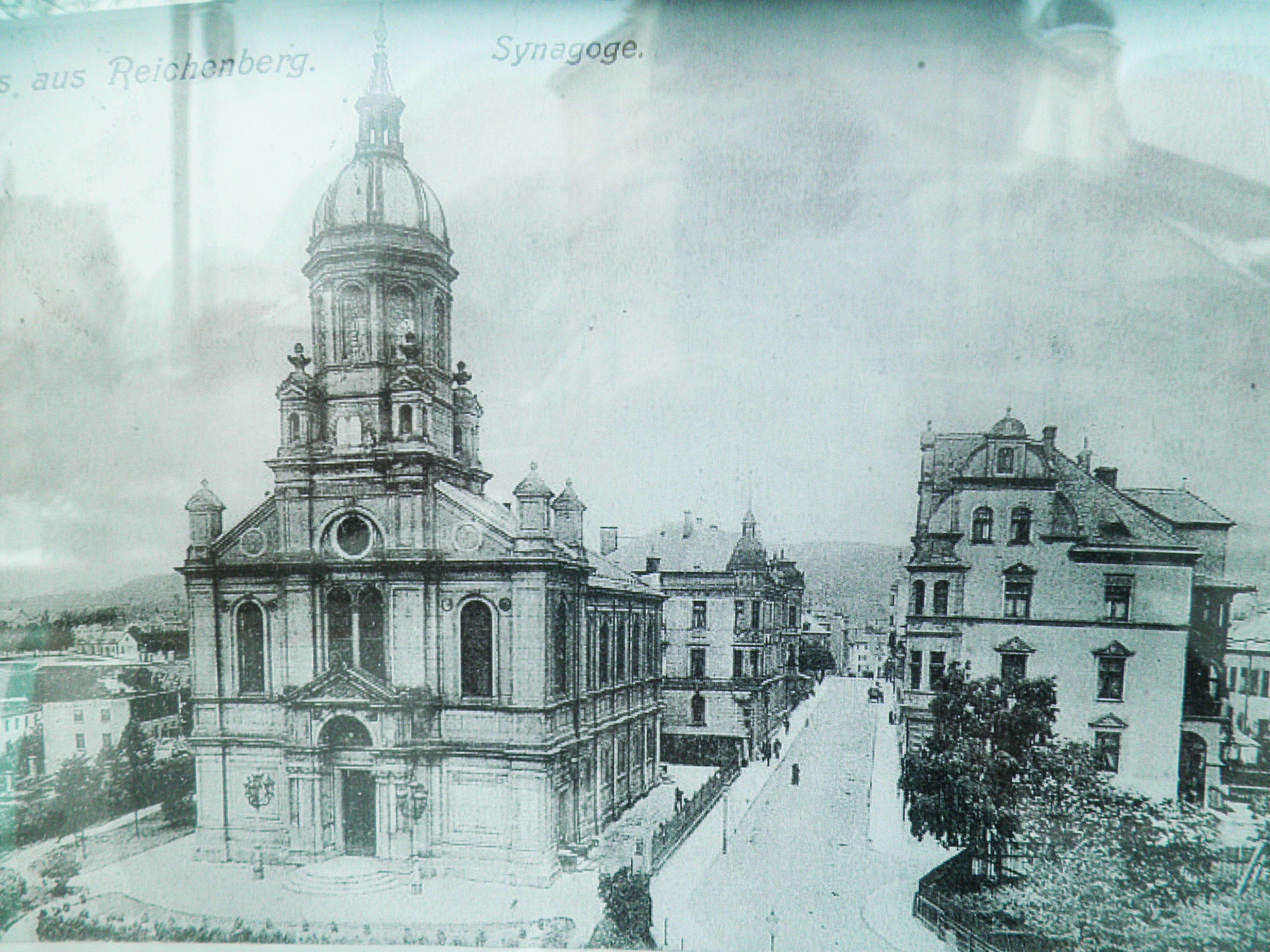
Alte Synagoge in Liberec

Die Alte Synagoge in Liberec (deutsch Reichenberg), dem Verwaltungssitz der Region Nordböhmen (Liberecký kraj) in Tschechien, wurde 1888/89 errichtet. Die ehemalige Synagoge wurde 1938 von der Nationalsozialisten zerstört. Eine neue Synagoge an dortiger Stelle wurde in den Jahren 1995 bis 2000 erbaut.

## Geschichte
Im September 1889 wurde in Anwesenheit der staatlichen und städtischen Behörden, der evangelischen und katholischen Geistlichen, der Abordnungen der jüdischen Nachbargemeinden und zahlreicher Vereine die neue Synagoge in Reichenberg eingeweiht. Ihr hoher Turm überragte sogar das Rathaus. Der im Stile der Frührenaissance errichtete Kuppelbau war vom Wiener Architekten Karl König entworfen worden. Die neue Synagoge hatte jeweils ca. 250 Plätze für Männer und für Frauen.
Während des Novemberpogroms 1938 wurde der monumentale Synagogenbau demoliert und anschließend niedergebrannt. Die Ruinen wurde danach dem Erdboden gleichgemacht.